# Palpita florensis
Palpita florensis là một loài bướm đêm trong họ Crambidae.